# Nyctimene wrightae
Nyctimene wrightae är ett däggdjur i familjen flyghundar som förekommer på Nya Guinea. Arten blev 2017 vetenskapligt beskriven. Den kan lätt förväxlas med Nyctimene draconilla.
Arten når en kroppslängd (huvud och bål) av 84 till 86,5 mm, en svanslängd av 19 till 22 mm och en vikt av 34 till 36 g. Den har 52 till 63 mm långa underarmar, bakfötter som är 8 till 15 mm långa och 9 till 16 mm stora öron. Hannar har under parningstiden en tydligt vit strupe och gulorange fläckar på undersidans kanter. På ovansidan finns rödbrun till gråbrun päls och undersidans päls är ljusare brun. Huvudet kännetecknas av rörformiga näsborrar och av långa öron med avrundade spetsar. På de mörkbruna vingarna och på öronen förekommer några vita fläckar. Vid andra fingret finns en klo. Arten saknar framtänder i underkäken.
Denna flyghund har flera från varandra skilda populationer på Nya Guinea. Den lever i låglandet och i bergstrakter. Individerna vistas i regnskogar, i träskmarker och i trädgårdar. De sover ensamma eller i små grupper i trädens bladverk.
Nyctimene wrightae är nattaktiv och den har antagligen mjuka frukter som föda. Dräktiga honor dokumenterades i januari och februari. Honor med ungar hittades i juli.
För beståndet är inga hot kända. På grund av artens ringa storlek jagas den inte för köttets skull. Hela populationen anses vara stabil. IUCN listar arten som livskraftig (LC).